# Хайндс, Хадли
Хадли Эндрю Хайндс (англ. Hadley Andrew Hinds; 16 сентября 1946 — 6 мая 2023) — барбадосский легкоатлет, специалист по бегу на короткие дистанции. Выступал за сборную Барбадоса по лёгкой атлетике в конце 1960-х годов, участник летних Олимпийских игр в Мехико. Отец Эндрю Хайндса.

## Биография
Хадли Хайндс родился 16 сентября 1946 года.
Наивысшего успеха в своей спортивной карьере добился в сезоне 1968 года, когда вошёл в основной состав барбадосской национальной сборной по лёгкой атлетике и благодаря череде удачных выступлений удостоился права защищать честь страны на летних Олимпийских играх в Мехико. В программе бега на 200 метров на предварительном квалификационном этапе показал результат 22,35 и в следующую четвертьфинальную стадию соревнований не вышел.
Его сын Эндрю Хайндс тоже стал известным бегуном-спринтером, участвовал в Олимпийских играх 2008 года в Пекине.